# Bartels
Bartels ist ein Familienname.

## Herkunft und Bedeutung
Bartels ist als Kurzform von Bartholomäus bekannt.

## Namensträger

### A
- Adolf Bartels (1862–1945), deutscher Schriftsteller und Literaturhistoriker
- Adolf Georg Bartels (1904–1978), deutscher Lyriker und Schriftsteller
- Aloysius Bartels (1915–2002), niederländischer Politiker
- Andreas Bartels (* 1953), deutscher Philosoph und Hochschullehrer
- Anna Bartels-Ishikawa (* 1958), deutsche Juristin und Hochschullehrerin
- Arthur Bartels (Landrat) (1856–1937), preußischer Verwaltungsjurist und Landrat
- Arthur Bartels (Maler) (1874–1925), deutscher Maler
- Arthur Bartels (Mathematiker) (* 1971), deutscher Mathematiker
- August Christian Bartels (1749–1826), deutscher Theologe und Kirchenbeamter
- August Julius Bartels (1899–1964), deutscher Geophysiker

### B
- Bernd Bartels (1950–2023), deutscher Fußballspieler
- Bernhard Bartels (1888–nach 1947), deutscher Musikwissenschaftler
- Busso Bartels (1880–1944), deutscher Gutsbesitzer und Politiker

### C
- Carl Bartels (Politiker) (1882–1925), deutscher Politiker (SPD), MdL Oldenburg
- Carl Bartels (Kameramann), US-amerikanischer Fotograf und Kameramann
- Carl Bartels (1822–1878), siehe Karl Heinrich Christian Bartels
- Carl Bernard Bartels (1866–1955), deutsch-britischer Bildhauer und Konstrukteur
- Carl Heinrich Christian Bartels, siehe Karl Heinrich Christian Bartels
- Carl Heinz Bartels (1920–2001), deutscher Zahnmediziner und Stifter
- Christian Bartels (* 1968), deutscher Medienjournalist
- Christoph Bartels (1949–2024), deutscher Montanhistoriker
- Christoph Martin Bartels (1936–2020), deutscher evangelischer Theologe, Pastor und Erwachsenenbildner
- Claus Bartels (* 1936), deutscher Leichtathlet
- Conrad Ernst Bartels (vor 1778–nach 1798), deutscher Glockengießer und Glockengießerei-Verwalter

### D
- Daghild Bartels (* 1942), deutsche Journalistin
- Daniel Bartels (1818–1889), deutscher Schriftsteller
- David von Bartels, bayrischer Kommerzienrat und Generalkonsul von Köln
- Diedrich Bartels (Ratsherr) (1633–1689), deutscher Kaufmann und Ratsherr von Lübeck
- Diedrich von Bartels (1701–1763), deutscher Kaufmann und Ratsherr von Lübeck
- Dieter Bartels (1955–2020), deutscher Schauspiellehrer
- Dietrich Bartels (1931–1983), deutscher Geograph
- Domenic Bartels (* 1990), deutscher Eishockeytorwart
- Dominik Bartels (* 1973), deutschsprachiger Slam-Poet, Autor und Verleger
- Dorothea Bartels (* 1951), deutsche Molekulargenetikerin, Pflanzenphysiologin und Hochschullehrerin

### E
- Eckhart Bartels (* 1947), deutscher Motorjournalist
- Eduard Bartels (Jurist, 1832) (1832–1907), deutscher Jurist und Richter
- Eduard Bartels (Jurist, 1872) (1872–1928), deutscher Jurist und Richter
- Eduard Bartels (Landrat), deutscher Verwaltungsbeamter und Landrat
- Eduard Bartels (Leichtathlet) (1916–??), deutscher Speerwerfer
- Elise Bartels (Frauenrechtlerin) (1862–1940), deutsche Frauenrechtlerin und Bürgerschaftsabgeordnete in Lübeck
- Elise Bartels (Politikerin) (1880–1925), deutsche Politikerin (SPD), MdR
- Elke Bartels (* 1956), deutsche Juristin und Polizeipräsidentin
- Emil Bartels (1872–1934), deutscher Finanzbeamter, Bankmanager und Tennisfunktionär
- Erich Bartels (1891–1961), deutscher Schauspieler
- Ernst Bartels (Politiker), deutscher Politiker
- Ernst Bartels (General) (1840–1917), deutscher Generalleutnant
- Ernst Bartels (Naturforscher) (1904–1976), niederländischer Naturforscher
- Ernst Daniel August Bartels (1778–1838), deutscher Mediziner
- Ernst Dietrich Bartels (1679–1762), deutscher Bildschnitzer

### F
- F.-Dieter Bartels (1920–2010), deutscher Filmarchitekt
- Felix Bartels (* 1978), deutscher Publizist
- Fin Bartels (* 1987), deutscher Fußballspieler
- Francis Lodowic Bartels (1910–2010), ghanaischer Diplomat
- Franz Jan Bartels (1894–1947), deutscher Maler und Grafiker
- Friedrich Bartels (Politiker) (1871–1931), deutscher Gewerkschafter und Politiker (SPD)
- Friedrich Bartels (Schriftsteller) (1877–1928), deutscher Schriftsteller und Dichter
- Friedrich Bartels (Mediziner) (1892–1968), deutscher Arzt und SA-Brigadeführer
- Friedrich Bartels (Theologe) (1903–1973), deutscher Theologe
- Fritz Bartels (1859/1860–1941), deutscher Musikalienhändler und Musikverleger

### G
- Georg Bartels (Fotograf) (1843–1912), deutscher Fotograf
- Georg Bartels (Politiker) (1899–1944), deutscher Politiker
- Gerhard Bartels (Gerd Bartels; * 1949), deutscher Politiker (PDS, Die Linke)
- Gottfried Bartels (1866–1945), deutscher Kirchenjurist
- Günther Bartels (1906–1983), deutscher Motorradrennfahrer

### H
- Hans von Bartels (1856–1913), deutscher Maler
- Hans Bartels (Marineoffizier) (1910–1945), deutscher Marineoffizier
- Hans-Peter Bartels (* 1961), deutscher Politiker (SPD)
- Hank Bartels (1931–2022), US-amerikanischer Jazzmusiker
- Hauke Bartels (* 1966), deutscher Sprachwissenschaftler
- Heinrich Bartels (Bauingenieur) (1840–1888), deutscher Bauingenieur
- Heinrich Bartels (Archäologe) (1924–1969), deutscher Archäologe
- Heinrich Remigius Bartels (1880–1958), deutscher Rittergutsbesitzer und Politiker
- Helmut Bartels (Tiermediziner) (1910–1980), deutscher Tiermediziner und Hochschullehrer
- Helmut Bartels (Pädiater) (1934–2016), deutscher Kinderheilkundler und Hochschullehrer
- Hermann Bartels (Politiker, 1559) (1559–1635), deutscher Politiker, Bürgermeister von Hannover
- Hermann Bartels (Politiker, 1871) (1871–1955), deutscher Politiker, MdPL von Hannover
- Hermann Bartels (Architekt) (1900–1989), deutscher Architekt
- Hermann Bartels (Maler) (1928–1989), deutscher Maler
- Herwig Bartels (1934–2003), deutscher Diplomat
- Hildegard Bartels (1914–2008), deutsche Beamtin
- Horst Bartels (* 1941), deutscher Maler, Designer, Bildhauer und Trinkglasgestalter
- Hugo Constantin Bartels (1899–1956), deutscher Architekt

### J
- Jan-Christoph Bartels (* 1999), deutscher Fußballtorhüter
- Jayden Bartels (* 2004), US-amerikanische Influencerin und Schauspielerin

- Johann August Bartels (1723–1805), deutscher Maler und Vergolder
- Johann Carl Wilhelm Bartels (1755–?), preußischer Beamter
- Johann Christian Martin Bartels (1769–1836), deutscher Mathematiker
- Johann Heinrich Bartels (1761–1850), deutscher Gelehrter und Politiker, Bürgermeister von Hamburg
- Johann Heinrich Bartels (Glockengießer), deutscher Glockengießer
- Johann Philipp Bartels I. (vor 1733–1774), deutscher Geschütz- und Glockengießer in Bremen
- Johann Philipp Bartels II. (1752–1822), deutscher Kanonen- und Glockengießer in Bremen
- Johann Philipp Bartels III. (1791–1858), deutscher Stück- und Glockengießer in Bremen
- Johann Philipp Bartels IV. (1828–1875), deutscher Kanonen- und Glockengießer
- Johann Wilhelm Bartels (1746–1820), deutscher Geistlicher
- John Ries Bartels (1897–1997), US-amerikanischer Jurist
- Julius Bartels (1899–1964), deutscher Geophysiker

### K
- Karl Bartels (Naturschützer) (1884–1957), deutscher Naturschützer, Ornithologe, Museumsleiter und Heimatforscher
- Karl Heinrich Christian Bartels (1822–1878), deutscher Arzt und Hochschullehrer
- Karl Heinz Bartels (1937–2016), deutscher Apotheker, Pharmaziehistoriker und Hochschullehrer
- Klaus Bartels (Altphilologe) (1936–2020), deutscher Altphilologe
- Klaus Bartels (Germanist) (* 1943), deutscher Germanist
- Klaus Bartels (Rechtswissenschaftler) (* 1963), deutscher Rechtswissenschaftler
- Knud Bartels (* 1952), dänischer General
- Konrad Bartels (1607–1662), deutscher Theologe, siehe Konrad Barthels
- Kurt Bartels (Handballspieler) (1937–2013), deutscher Handballspieler und -trainer
- Kurt Bartels (Genealoge) (* 1940), deutscher Genealoge und Autor
- Kwamina Bartels (* 1947), ghanaischer Politiker, Jurist und Hochschullehrer

### L
- Ludwig Bartels (Politiker, 1846) (1846–1907), deutscher Landrat und Landeshauptmann
- Ludwig Bartels (Politiker, 1876) (1876–1944), deutscher Politiker (SPD), Regierungspräsident von Frankfurt/Oder
- Ludwig Bartels (Politiker, 1884) (1884–nach 1942), deutscher Politiker (DNVP, NSDAP), Oberbürgermeister von Harburg-Wilhelmsburg

### M
- Max Bartels junior (1902–1943), niederländischer Zoologe
- Max Eduard Gottlieb Bartels (1871–1934), deutsch-niederländischer Vogelkundler
- Maximilian Bartels (1843–1904), deutscher Arzt und Anthropologe
- Michael Bartels (Rennfahrer) (* 1968), deutscher Automobilrennfahrer
- Michael Bartels (Politiker) (* 1975), deutscher Politiker (CDU)

### N
- Nicola Bartels (* 1969), Verlegerin

### O
- Olaf Bartels (Mediziner) (* 1940), deutscher Mediziner
- Olaf Bartels (Architekturhistoriker) (* 1959), deutscher Architekturhistoriker und Architekturkritiker
- Otto Bartels (Maler) (1874–1958), deutscher Maler und Bildhauer
- Otto Bartels (Schriftsteller) (Otto Richard Bartels; 1876–1946), deutscher Lyriker und Mundartschriftsteller
- Otto Bartels (Journalist) (1897–1978), deutscher Journalist, Verleger und Heimatforscher

### P
- Paul Bartels (1874–1914), deutscher Anatom
- Peter Bartels (Radsportler) (* 1941), australischer Radrennfahrer, Geschäftsmann und Sportveranstalter
- Peter Bartels (Journalist) (* 1943), deutscher Journalist, Chefredakteur diverser Boulevard-Zeitungen
- Petrus Georg Bartels (1832–1907), deutscher Theologe

### R
- Ralf Bartels (* 1978), deutscher Leichtathlet
- Rudolf Bartels (Admiral) (1871–1946), deutscher Konteradmiral
- Rudolf Bartels (Maler) (1872–1943), deutscher Maler
- Rudolf Bartels (Politiker) (1878–1948), deutscher Politiker (DVP, CDU), Bürgermeister von Osterath

### T
- Tim Bartels (* 1967), deutscher Biologe
- Timur Bartels (* 1995), deutscher Schauspieler und Synchronsprecher
- Tineke Bartels (Martina Maria Anna Antonia Bartels-de Vries; * 1951), niederländische Dressurreiterin
- Tjark Bartels (* 1969), deutscher Politiker (SPD)
- Tom Bartels (* 1965), deutscher Moderator und Sportreporter
- Tom Bartels (Schauspieler) (* 1988), deutscher Schauspieler

### U
- Uwe Bartels (* 1946), deutscher Politiker (SPD), Bürgermeister von Vechta

### W
- Walter Bartels (1915–nach 1995), deutscher Reeder
- Wanda von Bartels (1861–1921), deutsche Schriftstellerin
- Wera von Bartels (1886–1922), deutsche Zeichnerin und Bildhauerin
- Werner Bartels (Chronist) (1920–2009), deutscher Chronist und Politiker
- Werner Bartels (Manager) (1930–2004), deutscher Industriemanager
- Werner Bartels (Handballspieler) (1939–2022), deutscher Handballspieler
- Werner Bartels (Sinologe) (* 1950), deutscher Sinologe und Übersetzer
- Wilhelm Bartels (Ornithologe) (1872–1968), deutscher Mediziner und Ornithologe
- Willi Bartels (Unternehmer) (Wilhelm Bartels; 1914–2007), deutscher Unternehmer
- Willi Bartels (Rennfahrer) (1927–2005), deutscher Rennfahrer
- Wolfgang von Bartels (1883–1938), deutscher Pianist, Komponist und Musikkritiker
- Wolfgang Bartels (Politiker, 1890) (1890–1971), deutscher Politiker (SPD, USPD, KPD) und Journalist
- Wolfgang Bartels (Politiker, 1903) (1903–1975), deutscher Politiker (CDU)
- Wolfgang Bartels (Skirennläufer) (1940–2007), deutscher Skirennläufer
- Wolfgang Bartels (Journalist) (* 1949), deutscher Journalist, Reiseschriftsteller und Friedensforscher